# Арбагар
Арбага́р (рос. Арбагар) — село у складі Шилкинського району Забайкальського краю, Росія. Входить до складу Холбонського міського поселення.

## Населення
Населення — 554 особи (2010; 744 у 2002).